# La Puerta, Huautla
La Puerta är en ort i Mexiko.   Den ligger i kommunen Huautla och delstaten Hidalgo, i den sydöstra delen av landet, 200 km norr om huvudstaden Mexico City. La Puerta ligger 486 meter över havet och antalet invånare är 276.
Terrängen runt La Puerta är huvudsakligen lite kuperad. La Puerta ligger uppe på en höjd. Runt La Puerta är det ganska tätbefolkat, med 96 invånare per kvadratkilometer. Närmaste större samhälle är Huejutla de Reyes, 18,5 km nordväst om La Puerta. Omgivningarna runt La Puerta är en mosaik av jordbruksmark och naturlig växtlighet.